# Abomey-Calavi (arrondissement)
Abomey-Calavi är ett arrondissement i kommunen Abomey-Calavi i Benin. Den hade 61 450 invånare år 2002.